# Jean-François Woussen
Jean-François Woussen est un homme politique français né le 13 juin 1765 à Bailleul (Nord) et décédé à une date inconnue.
Avocat, il est procureur syndic du district d'Hazebrouck en 1790. Suppléant à l'Assemblée législative de 1791-1792, il n'est pas appelé à siéger. Il est élu député du Nord au Conseil des Cinq-Cents le 26 vendémiaire an IV. Rallié au coup d'État du 18 Brumaire, il est nommé juge au tribunal d'appel de Douai en 1800, conseiller à la cour impériale en 1811. Il est confirmé dans ses fonctions en 1816.

## Sources
- « Jean-François Woussen », dans Adolphe Robert et Gaston Cougny, Dictionnaire des parlementaires français, Edgar Bourloton, 1889-1891 [détail de l’édition]